# São João da Corveira
São João da Corveira é uma povoação e [[freguesia] portuguesa do município de Valpaços, freguesia com 14,30 km² de área e 455 habitantes (censo de 2021), tendo, por isso, uma densidade populacional de 31,8 hab./km².

## Demografia
A população registada nos censos foi:
| Distribuição da População por Grupos Etários | Distribuição da População por Grupos Etários | Distribuição da População por Grupos Etários | Distribuição da População por Grupos Etários | Distribuição da População por Grupos Etários |
| -------------------------------------------- | -------------------------------------------- | -------------------------------------------- | -------------------------------------------- | -------------------------------------------- |
| Ano                                          | 0-14 Anos                                    | 15-24 Anos                                   | 25-64 Anos                                   | > 65 Anos                                    |
| 2001                                         | 89                                           | 114                                          | 336                                          | 182                                          |
| 2011                                         | 34                                           | 49                                           | 275                                          | 179                                          |
| 2021                                         | 31                                           | 22                                           | 193                                          | 209                                          |

## Sobre
Situada num a cerca planalto da Serra da Padrela, a cerca de 15 km da sede do município, São João da Corveira tem seis aldeias anexas: Rio Bom, Sobrado, Junqueira, Vilarinho do Monte, Nozedo e Varges.
A antiga freguesia de S. João Baptista de Corveira era vigararia e comenda da Ordem de Malta, no termo de Chaves, gozando de todos os privilégios concedidos a esta Ordem. Pertenceu depois ao concelho de Carrazedo de Montenegro, extinto pelo Decreto de 31 de Dezembro de 1853, passando a pertencer ao de Valpaços.
Sendo certo que esta povoação deverá ser muito antiga, a documentação eclesiástica do século XII pode, efectivamente, atestá-lo.
Com efeito, nos meados do dito século XII, vários indivíduos incursos em excomunhão por terem assassinado um outro que se havia refugiado na Igreja de S. Salvador de Nozedo, fizeram doações notáveis ao arcebispo de Braga, D. João Peculiar, por remissão do crime.
Uma dessas doações à sé Bracarense abrange bens “in Montenigro” e “in Rivulo Torto”. Interessante registar que este facto tem sido oralmente transmitido de geração para geração, ainda hoje sendo evocado pelos naturais de Nozedo.
A primitiva Igreja deverá ter sido reconstruída pelo século XVII. O pároco era vigário confirmado, de apresentação do reitor da vizinha freguesia de Santa Leocádia do Monte. Desde o fim do século XVIII encontra-se anexada à dita freguesia de Santa Leocádia, só passando a anexa de S. João de Corveira nos meados do século XIX, e portanto, ao concelho de Carrazedo de Montenegro conjuntamente com aquela, até à extinção deste, em 1853, tendo passado depois as duas para o concelho de Valpaços.
A população vive especialmente de alguns produtos agrícolas, tais como: centeio, batata e especialmente a castanha: o “ouro” da freguesia.
É de referir ainda que se trata de uma freguesia onde se costuma realizar umas das mais antigas feiras do norte de Portugal, entretanto recuperada pela Junta de Freguesia e pelo Município de Valpaços - a feira de S. Brás (por ser a 3 de Fevereiro), - também conhecida pela Feira do Fumeiro. De carácter anual, dela existem registos bastantes antigos. É um evento onde se transaccionam estas iguarias sobejamente apreciadas, tais como: presuntos, pés de porco, orelheiras, chouriços, salpicões, alheiras e linguiças… com muito vinho e pão centeio à mistura!
Outro aspecto peculiar desta freguesia traduz-se na circunstância de existirem pequenos pântanos onde se pode colher sumaúma, com o que se enchiam travesseiros e almofadas.

## Património cultural edificado
- Igreja Matriz
- Igreja de Nozedo
- Igreja de Rio Bom
- Fontes de mergulho
- Alminhas, em Varges
- Moinhos de água
- Minas do Pontido
- Fontes de Mergulho (Rio Bom; Serapicos)

## Outros locais de interesse turístico
- Paisagem natural de soutos antigos
- Miradouro

## Informações úteis
Aldeias anexas: Junqueira, Nozedo, Rio Bom, Sobrado, Varges, Vilarinho do Monte
Códigos postais das localidades da freguesia:
| Localidade           | Código Postal                 |
| -------------------- | ----------------------------- |
| Junqueira            | 5445-081 São João da Corveira |
| Nozedo               | 5445-082 São João da Corveira |
| Rio Bom              | 5445-083 São João da Corveira |
| São João Da Corveira | 5445-084 São João da Corveira |
| Sobrado              | 5445-085 São João da Corveira |
| Varges               | 5445-086 São João da Corveira |
| Vilarinho do Monte   | 5445-087 São João da Corveira |

Distância a Valpaços: 19 km
Colectividades:
- S. João Futebol Clube
- Associação Cultural e Recreativa de Rio Bom

Festas e Romarias:
São Brás (3 de fevereiro)
Nossa Senhora da Anunciação (1.º domingo de agosto)
São João (24 de junho)
Feiras – Feira do Fumeiro de S. Brás (dia 3 de novembro)

## Junta de Freguesia
Morada – S. João da Corveira, 5445-084 S. João da Corveira
Telefone – 278 789 252
E-mail – não disponível